# Elecciones generales del Reino Unido de 1997
Las elecciones generales de 1997 en el Reino Unido fueron celebrados el 1 de mayo de 1997. El gobernante Partido Conservador, liderado por el primer ministro John Major, fue derrotado de forma aplastante por el opositor Partido Laborista, liderado por Tony Blair, que logró una mayoría de 179 escaños y un total de 418 escaños.
Esta fue la primera victoria del Partido Laborista en unas elecciones generales en casi 23 años; la anterior había registrado una mayoría de 3 escaños en octubre de 1974 bajo el liderazgo de Harold Wilson. También fue la primera victoria contundente del Partido Laborista sobre los Conservadores desde las elecciones de 1966 , que habían obtenido una mayoría de 100 escaños. Estas elecciones también marcaron la mayor participación de votos del Partido Laborista desde las elecciones de 1970 y su segundo mayor número total de votos en la historia (la mayor fue la de 1951 ). Por otro lado, fue un final ignominioso para los 18 años de gobierno de los Conservadores, el período de gobierno continuo más largo de cualquier partido en la historia británica moderna. Estas elecciones marcaron la tercera mayor derrota de los conservadores (la mayor fue la de 2024 ), quedando el partido con tan solo 165 escaños: sin diputados fuera de Inglaterra, con solo 17 al norte de la región de Midlands y con menos del 20% de los diputados en Londres. Además, el partido registró su menor porcentaje de votos desde 1832, así como su menor porcentaje de votos en términos absolutos desde 1929. Estas serían las últimas elecciones hasta 2024 en las que los conservadores disminuyeron su porcentaje de votos.
El contexto político de la campaña se centró en la opinión pública a favor de un cambio de gobierno. Blair, como líder laborista , se centró en transformar su partido mediante una plataforma política más centrista , denominada " Nuevo Laborismo", con promesas de referendos sobre la descentralización de poderes en Escocia y Gales, responsabilidad fiscal y la decisión de nominar a más mujeres políticas para las elecciones mediante listas de candidatos compuestas exclusivamente por mujeres. Major buscó reconstruir la confianza pública en los conservadores tras una serie de escándalos, incluidos los sucesos del Miércoles Negro de 1992, haciendo campaña basándose en la fortaleza de la recuperación económica tras la recesión de principios de la década de 1990 , pero enfrentó divisiones dentro del partido sobre la pertenencia del Reino Unido a la Unión Europea. 
Las encuestas de opinión durante la campaña mostraron un fuerte apoyo al Partido Laborista debido a la popularidad personal de Blair,  y Blair obtuvo el respaldo público personal del periódico The Sun dos meses antes de la votación.  El resultado final de las elecciones del 2 de mayo de 1997 reveló que el Partido Laborista había ganado una mayoría aplastante, logrando una ganancia neta de 146 escaños y obteniendo el 43,2% de los votos. 150 miembros del Parlamento, incluidos 133 conservadores, perdieron sus escaños . Los conservadores, mientras tanto, sufrieron la derrota con una pérdida neta de 178 escaños, obteniendo el 30,7% de los votos. Los Demócratas Liberales liderados por Paddy Ashdown obtuvieron una ganancia neta de 28 escaños, obteniendo el 16,8% de los votos. La victoria laborista, la mayor conseguida en su historia y por cualquier partido político en la política británica desde la Segunda Guerra Mundial , supuso el primero de tres mandatos consecutivos del partido en el poder (que duraron un total de 13 años), con Blair como el nuevo primer ministro. El éxito de los Demócratas Liberales en las elecciones, en parte gracias al voto táctico anti conservador ,  fortaleció tanto el liderazgo de Ashdown como la posición del partido como un tercer partido fuerte , habiendo obtenido el mayor número de escaños por un tercer partido desde 1929 .
Aunque los conservadores perdieron a muchos ministros como Michael Portillo, Tony Newton, Malcolm Rifkind , Ian Lang y William Waldegrave y a parlamentarios controvertidos como Neil Hamilton y Jonathan Aitken, algunos de los recién llegados conservadores en estas elecciones fueron la futura primera ministra Theresa May , el futuro ministro de Hacienda Philip Hammond , el futuro líder de la Cámara Andrew Lansley y el futuro presidente John Bercow.  Mientras tanto, los recién llegados laboristas incluyeron a los futuros miembros del gabinete y del gabinete en la sombra Hazel Blears, Ben Bradshaw, Yvette Cooper, Caroline Flint, Barry Gardiner, Alan Johnson , Ruth Kelly, John McDonnell, Stephen Twigg y Rosie Winterton, así como el futuro líder laborista escocés Jim Murphy y la futura presidenta Lindsay Hoyle . La elección de 120 mujeres, incluidas 101 para los escaños laboristas, llegó a ser vista como un momento decisivo en la representación política femenina en el Reino Unido. 

## Campaña
John Major convocó las elecciones el lunes 17 de marzo de 1997, asegurando que la campaña formal sería inusualmente larga, de seis semanas (el Parlamento se disolvió el 8 de abril). Las elecciones se programaron para el 1 de mayo, para hacerlas coincidir con las elecciones locales de ese mismo día. Esto sentó un precedente, ya que las tres elecciones generales siguientes también se celebraron junto con las elecciones locales de mayo.
Los conservadores argumentaron que una campaña larga dejaría en evidencia a los laboristas y permitiría que se escuchara el mensaje conservador. Sin embargo, Major fue acusado de haber organizado una disolución anticipada para proteger a Neil Hamilton de un informe parlamentario pendiente sobre su conducta, informe que Major había prometido anteriormente que se publicaría antes de las elecciones.
En marzo de 1997, poco después de haberse convocado las elecciones, Asda lanzó una serie de cervezas temáticas sobre las elecciones, llamadas "Major's Mild", "Tony's Tipple" y "Ashdown's Ale".
El trasfondo político de la campaña se centró en la opinión pública respecto a un posible cambio de gobierno. Tony Blair, como líder laborista, buscó transformar su partido mediante una plataforma política más centrista, denominada Nuevo Laborismo, con promesas de referendos sobre la devolución para Escocia y Gales, responsabilidad fiscal y la decisión de postular a más mujeres mediante listas exclusivas de candidatas. Por su parte, Major intentó recuperar la confianza pública en los conservadores tras una serie de escándalos, incluidos los sucesos del Miércoles Negro en 1992, basando su campaña en la fortaleza de la recuperación económica tras la recesión de principios de los años noventa, aunque tuvo que enfrentar divisiones internas en el partido respecto a la pertenencia del Reino Unido a la Unión Europea.
Las encuestas de opinión durante la campaña mostraban un fuerte apoyo al Partido Laborista debido a la popularidad personal de Blair, y dos meses antes de la votación, Blair recibió un respaldo público directo del periódico The Sun.

### Campaña conservadora
Major esperaba que una campaña larga dejara al descubierto la “vaciedad” de los laboristas, y la campaña conservadora hizo énfasis en la estabilidad, al igual que su manifiesto titulado “Solo puedes estar seguro con los conservadores”. Sin embargo, la campaña se vio afectada por problemas profundos, como el auge del Partido del Referéndum de James Goldsmith, que abogaba por un referéndum sobre la permanencia en la Unión Europea y amenazaba con restarle muchos votantes de derecha a los conservadores. Además, alrededor de 200 candidatos se apartaron de la línea oficial del partido al oponerse a la adhesión británica a la moneda única europea. Major respondió diciendo: “Estén de acuerdo conmigo o no; me quieran o me detesten, no me aten las manos cuando esté negociando en nombre de la nación británica”. Este momento es recordado como uno de los más emblemáticos —y surrealistas— de la campaña electoral.
Mientras tanto, también había divisiones dentro del gabinete conservador; el canciller Kenneth Clarke calificó las opiniones del ministro del Interior, Michael Howard, sobre Europa como “tonterías paranoicas y xenófobas”. Los conservadores también tuvieron dificultades para definir una línea clara de ataque contra los laboristas. Algunos estrategas defendían una postura que acusara al laborismo de “robar la ropa tory” (copiar sus posturas), mientras que otros abogaban por un enfoque más confrontacional, argumentando que el “Nuevo Laborismo” no era más que una fachada del “viejo Laborismo”.
El cartel New Labour, New Danger, que mostraba a Tony Blair con ojos de demonio, fue un ejemplo de esta última estrategia. Major oscilaba entre ambos enfoques, lo que frustraba al personal de la Oficina Central Conservadora. Como explicó Andrew Cooper: “Intentamos una y otra vez, sin éxito, que entendiera que no podías decir al mismo tiempo que ellos eran peligrosos y que te estaban copiando”.

### Campaña laborista
La campaña laborista recordó a las de Bill Clinton en las elecciones presidenciales de Estados Unidos de 1992 y 1996, al centrarse en temas de corte centrista y adoptar políticas más asociadas tradicionalmente con la derecha, como la lucha contra el crimen y la responsabilidad fiscal. En este contexto, el uso del spin político cobró gran relevancia para el laborismo, ya que figuras mediáticas como Alastair Campbell y Peter Mandelson lograron articular una campaña clara y consolidar con notable éxito la nueva marca política del Nuevo Laborismo. En esta elección, el laborismo adoptó como tema de campaña y publicidad Things Can Only Get Better (Las cosas solo pueden mejorar).

### Campaña Liberal Demócrata
Los Liberal Demócratas habían tenido un desempeño decepcionante en 1992, pero se fortalecieron considerablemente en 1997, en parte gracias al posible voto táctico entre simpatizantes laboristas y liberal demócratas en distritos marginales controlados por los conservadores, especialmente en el sur de Inglaterra. Esto explica por qué, aunque su porcentaje de voto disminuyó, su número de escaños casi se duplicó. Los Liberal Demócratas prometieron aumentar la financiación para la educación, financiándola mediante un incremento de 1 penique en el impuesto sobre la renta.

## Respaldos periodísticos
- Como muestra del cambio de rumbo que representaba el Nuevo Laborismo, el partido recibió el respaldo de The Sun (con su famosa portada “The Sun Backs Blair”),[8]así como de periódicos de tendencia más izquierdista como el Daily Mirror, The Independent y The Guardian.[16]
- Los conservadores recibieron el respaldo del Daily Mail, el Daily Express y The Daily Telegraph.[17][18]
- The Times no respaldó a ningún partido en particular, sino que animó a los votantes a apoyar a candidatos individuales “en contra de una mayor integración de la Unión Europea”.[19]

## Resultados
| Partidos                                    | Votos      | Escaños | +/−   | %     |
| ------------------------------------------- | ---------- | ------- | ----- | ----- |
| Partido Laborista                           | 13.518.167 | 418     | + 145 | 43,21 |
| Partido Conservador                         | 9.600.774  | 165     | − 178 | 31,69 |
| Partido Liberal-Demócrata                   | 5.242.947  | 46      | + 28  | 16,76 |
| Partido para el Referéndum                  | 811.849    | –       | –     | 2,59  |
| Partido Nacional Escocés                    | 621.550    | 6       | + 3   | 1,99  |
| Partido Unionista del Ulster                | 258.349    | 10      | + 1   | 0,83  |
| Partido Socialdemócrata y Laborista         | 190.814    | 3       | − 1   | 0,61  |
| Plaid Cymru                                 | 161.030    | 4       | –     | 0,51  |
| Sinn Féin                                   | 126.921    | 2       | + 2   | 0,41  |
| Partido Unionista Democrático               | 107.348    | 2       | − 2   | 0,34  |
| Partido de la Independencia del Reino Unido | 105.722    | –       | –     | 0,34  |
| Partido Verde                               | 63.991     | –       | –     | 0,20  |
| Partido de la Alianza de Irlanda del Norte  | 62.972     | –       | –     | 0,20  |
| Partido Socialista Laborista                | 52.109     | –       | –     | 0,17  |
| Partido Liberal                             | 45.166     | –       | –     | 0,14  |
| Independientes                              | 41.367     | 1       | + 1   | 0,13  |
| Partido Nacional Británico                  | 35.832     | –       | –     | 0,11  |
| Partido de la Ley Natural                   | 30.604     | –       | –     | 0,10  |
| Speaker                                     | 23.969     | 1       | + 1   | 0,08  |
| Alianza Pro-vida                            | 19.332     | –       | –     | 0,06  |
| Partido Unionista del Reino Unido           | 12.817     | 1       | + 1   | 0,04  |
| Partido Unionista Progresista               | 10.928     | –       | –     | 0,03  |
| Demócrata Nacional                          | 10.829     | –       | –     | 0,03  |
| Otros partidos                              | 52.139     | –       | –     | 0,17  |